# Via Vallen
Pour les articles homonymes, voir Octavia.
Maulidia Octavia ou Via Vallen, née le 1er octobre 1991 à Surabaya, est une chanteuse de dangdut indonésienne,.

## Biographie
Son nom de scène, Vallen, est tiré du premier album de Evanescence, Fallen.
Via Vallen a commencé une carrière dans le chant à l'âge de 15 ans. Sa présence dans le show-business indonésien est souvent considérée comme similaire à Isyana Sarasvati en raison de la ressemblance de son visage. Via Vallen a un groupe de soutien de fans de différentes villes nommé Vyanisty, inauguré le 24 septembre 2010. Sa carrière solo a commencé avec la sortie de son premier single Selingkuh début 2015. Son single Sayang est sa chanson la plus populaire, ayant atteint plus de 100 millions de vues sur YouTube, ce qui en fait le deuxième clip vidéo indonésien le plus regardé de 2017. Via Vallen est également une chanteuse de dangdut qui a chanté la chanson thème des Jeux asiatiques de 2018, Meraih Bintang (lit. Atteindre les étoiles).
En 2016, elle se produit avec Dewi Persik, Zaskia Gotik, Raffi Ahmad (en) et Soimah Pancawati lors de la cérémonie de remise des prix de MNCTV.

## Discographie

### Album
- The Names (2016)
- Sayang (2018)